# Nemilje
Nemilje so naselje v Mestni občini Kranj. Vasica v ozki dolini pod obronki Jelovice je del KS Podblica. Kranj je od kraja oddaljen 10 kilometrov. V naselju je urejena gostilna Na Razpokah (ime prihaja od razpotja ali križišča poti), od koder vodi pot na bližnji Mohor ali pa na Jamnik, ki ga krasi gotska cerkev. Ob koncu leta 2010 je bilo v vasi 84 prebivalcev.